# Riya
Riya (18 febbraio ...) è una cantante giapponese.
Canta per il gruppo musicale eufonius.